# アンドロメダ座パイ星
アンドロメダ座π星（アンドロメダざパイせい、π Andromedae、π And）は、アンドロメダ座にある連星である。視等級は4.4で、肉眼でもみることができる。地球からは、約550光年離れた場所にある。

## 星系
アンドロメダ座π星は、1903年にヤーキス天文台の観測で視線速度の変化が発見され、分光連星であることがわかった。軌道要素は、公転周期が143.6日、離心率が0.54と求まっている。青白い色をしており、スペクトル型がB5 VのB型主系列星に分類され、波長が異なっても主星と伴星の等級差が変わらないことから、どちらもほぼ同じスペクトル型と考えられる。
4.4等級の分光連星とは別に、南へ36秒離れた位置にある7等星BD+32°102と、北へ55秒離れた位置にある13等星とで、三重星をなしており、これはウィリアム・ハーシェルが発見した。この内、北の13等星は見かけ上の関係で、物理的な結び付きはないが、南の7等星は固有運動が共通しており、連星と考えられる。更に、補償光学を用いた観測から、主星と0.2秒離れた位置に暗い晩期型星が見付かっており、アンドロメダ座π星との関係は明らかではないが、背景の恒星ではないかと予想されている

## 名称
中国では、アンドロメダ座π星は、奎宿（拼音: Kuí Sù）という星官を、アンドロメダ座η星、うお座65番星、アンドロメダ座ζ星、アンドロメダ座ε星、アンドロメダ座δ星、アンドロメダ座ν星、アンドロメダ座μ星、アンドロメダ座β星、うお座σ星、うお座τ星、うお座91番星、うお座υ星、うお座φ星、うお座χ星、うお座ψ1星と共に形成する。アンドロメダ座ν星自身は、奎宿六（拼音: Kuí Sù liù）つまり奎宿の6番星と呼ばれる。